# Whittemore (Michigan)
Pour les articles homonymes, voir Whittemore.
Whittemore est une ville du comté de Iosco, dans l'État du Michigan, aux États-Unis. En 2020, sa population était de 414 habitants.